# 가이우스 그라쿠스

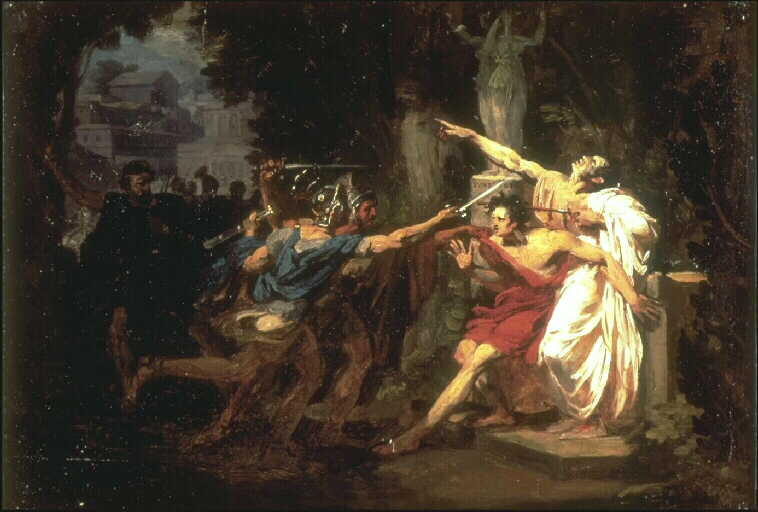

가이우스 그라쿠스(Gaius Gracchus, 본명: 가이우스 셈프로니우스 그라쿠스/Gaius Sempronius Gracchus, 기원전 154년 ~ 기원전 121년)는 기원전 2세기에 활동한 로마 공화정의 정치인이다. 그는 티베리우스 그라쿠스의 동생으로 형과 같이 민중을 위한 개혁을 추구하다가 끝내는 죽임을 당하였다.

## 배경과 초기 생애
가이우스는 기원전 154년 태어났는데 아버지는 집정관을 지낸 티베리우스 셈프로니우스 그라쿠스였고 어머니는 제2차 포에니 전쟁의 영웅인 스키피오 아프리카누스의 딸, 코르넬리아 아프리카나였다. 그가 태어나자 마자 아버지가 죽었고 가이우스는 형 티베리우스 그라쿠스와 누나 셈프로니아는 훌륭한 어머니의 지도를 받으며 자라났다.
형 티베리우스가 로마에서 보수파에게 죽임을 당하던 기원전 133년 가이우스는 매형 스키피오 아이밀리아누스 아프리카누스의 밑에서 히스파니아 누만티아에서 군복무를 하고 있었다. 이후 10년간 가이우스는 당시 로마 공화정의 지도자들이 거치는 평범한 경력을 쌓았다. 기원전 126년부터 3년간은 사르데냐에서 군단의 회계감사관으로 복무했다.

## 첫 번째 호민관 시기
기원전 123년 가이우스는 첫 번째 호민관에 출마하여 당선되었다. 호민관에 당선되자 그는 여러 가지 개혁적인 법안을 들고 나왔다. 주요한 개혁 법안들은 아래와 같다.
- 농지개혁법 : 형 티베리우스가 추구하던 자작농 육성법
- 곡물법 : 국가가 일정량의 밀을 사들여 시가보다 싼 값으로 빈민에게 제공하는 것
- 병역법 : 17세 미만인 시민의 징병을 금함
- 공공사업법 : 가도, 교량, 항만등 공공사업을 진흥함
- 식민법 : 새로 생긴 식민지에 식민도시를 세우고 많은 시민을 이주시켜 경제적 부흥을 꾀함
- 사법배심원법 : 새로이 대두된 계급인 에퀴테스(기사) 계급이 배심원을 독점하게 함
- 시민권 개혁법 : 로마 시민권의 확대를 추구함

이러한 법안이 차례로 제출됨에 따라 가이우스는 정력적으로 활동했고 로마 민중의 인기를 누렸다. 그러나 전통적인 보수파들에게 법안의 일부는 매우 불쾌한 것으로 특히 시민권의 확대는 모든 원로원 의원이 가이우스에게 등을 돌리는 결과를 초래했다.

## 두 번째 호민관 시기
기원전 122년 두 번째로 호민관에 당선된 가이우스는 더욱 정력적으로 개혁을 실현하려 했고 반대파의 반대도 점점 노골적으로 되어갔다. 가이우스는 카르타고를 재건하여 식민도시를 건설하는 데 노력을 기울였는데 이를 위해 카르타고에 나가 있는 동안 원로원은 리비우스 드루수스라는 다른 호민관을 이용해 더 급진적인 법안을 제출하게 함으로 가이우스의 인기를 떨어뜨렸다. 이에 가이우스는 초조해졌다. 더욱이 다음해의 집정관으로 선출된 두사람중의 한사람은 루키우스 오피무스로 매우 강력한 그라쿠스의 반대자였기 때문에 그동안 쌓아왔던 개혁이 물거품이 될 우려가 있었다. 이어 벌어진 호민관 선거에서 가이우스는 결국 세 번째 연임에 실패하였고 많은 노력을 기울였던 카르타고 식민 도시 건설마저 반대파가 무효법안을 제출한 상태였다. 가이우스 세력과 보수적인 원로원세력은 이제 카르타고 식민시를 둘러싸고 긴장이 고조되어갔다.

## 죽음과 그 이후
카르타고 식민시의 운명을 결정할 투표가 실시되는 날, 사소한 다툼끝에 하급관리 한명이 그라쿠스파에게 살해당하는 사건이 벌어졌다. 집정관 루피우스 오피무스를 중심으로 한 로마 원로원은 이 사건을 빌미로 그라쿠스파 전체를 "공화국의 적"으로 규정하고 일종의 계엄령을 선포하고 무력으로 그라쿠스파를 진압했다. 그라쿠스파는 전통적으로 평민의 아성이던 아벤티노 언덕에서 저항했으나 모두 학살당했고 가이우스도 혼란중에 도망치다가 결국 자살했다. 오피무스에 의해 가이우스와 그의 동료 플라쿠스는 참수되어 '포로 로마로'에 효수되었고 몸뚱이는 티베르강에 던져졌다.
이후 원로원은 카르타고 식민도시 건설, 로마 시민권의 확대법안 비롯한 가이우스의 개혁의 대부분을 무효로 만들고 토지개혁도 무산시켰다. 나중에야 시민권 확대를 비롯한 가이우스의 개혁이 옳았음이 증명되고, 그 대부분이 율리우스 카이사르에 의해 실행되게 된다.